# Deronectes hakkariensis
Deronectes hakkariensis är en skalbaggsart som beskrevs av Wewalka 1989. Deronectes hakkariensis ingår i släktet Deronectes och familjen dykare. Inga underarter finns listade i Catalogue of Life.